# John Nicholson (ciclista)
John Michael Nicholson (Melbourne, 22 de juny de 1949) va ser un ciclista australià que fou professional entre 1974 i 1989. Es dedicà principalment al ciclisme en pista, tot i que ho combinà amb la carretera.
El 1972, com a ciclista amateur, va prendre part en els Jocs Olímpics de Múnic, en què guanyà la medalla de plata en la prova de velocitat individual, per darrere Daniel Morelon i davant Omar Pkhakadze. Anteriorment havia participat en els Jocs Olímpics de Ciutat de Mèxic de 1968, quedant eliminat en les rondes preliminars de la prova de velocitat individual.
El 1970 i 1974 va guanyar la medalla d'or en velocitat en els Jocs de la Commonwealth i el 1975 i 1976 el Campionat del món de velocitat.

## Palmarès
- 1970
  -  Medalla d'or als Jocs de la Commonwealth en velocitat
- 1972
  -  Medalla de plata als Jocs Olímpics de Múnic en velocitat individual
- 1974
  -  Medalla d'or als Jocs de la Commonwealth en velocitat
- 1975
  -  Campió del món de velocitat individual
  -  Campió d'Austràlia de velocitat individual
  - 1r al Gran Premi de Copenhaguen de velocitat
- 1976
  -  Campió del món de velocitat individual
  -  Campió d'Austràlia de velocitat individual
  - 1r al Gran Premi de Copenhaguen de velocitat
- 1977
  - 1r al Gran Premi de Copenhaguen de velocitat
- 1988
  - 1r a Creswick